# Priartobium serrifunis
Priartobium serrifunis is een keversoort uit de familie klopkevers (Anobiidae). De wetenschappelijke naam van de soort is voor het eerst geldig gepubliceerd in 1901 door Reitter.